# Bornaer SV 91
Bornaer SV 91 is een Duitse voetbalclub uit Borna, Saksen.

## Geschiedenis
De club werd in 1950 opgericht als BSG Aktivist Borna. De club speelde lange tijd op regionaal niveau. In 1986 werd de club kampioen van de Bezirksliga Leipzig. Via de eindronde promoveerde Borna naar de DDR-Liga. Reeds na één seizoen degradeerde de club weer. In 1990 promoveerde de club opnieuw. Door de Duitse hereniging werden de BSG's ontbonden en veranderde de naam in Bergbau-SV Borna. Op 1 september 1991 werd dan de huidige naam aangenomen. Door een achtste plaats in de competitie werd de club in de nieuwe Oberliga NOFV-Süd opgenomen, die de derde klasse werd van het gezamenlijke Duitsland. De club kon tot 2000 in deze klasse spelen, die sinds 1994 de vierde klasse werd. De club zakte weg naar de Bezirksliga en kon in 2006 terugkeren naar de Landesliga Sachsen, maar degradeerde inmiddels weer.